# Notiphila flavoantennata
Notiphila flavoantennata är en tvåvingeart som beskrevs av Nina Krivosheina 1998. Notiphila flavoantennata ingår i släktet Notiphila och familjen vattenflugor. Inga underarter finns listade i Catalogue of Life.